# Alcippe variegaticeps
Alcippe variegaticeps е вид птица от семейство Pellorneidae. Видът е световно застрашен, със статут Уязвим.

## Разпространение
Видът е разпространен в Китай.